# Niedersachswerfen
Niedersachswerfen là một đô thị ở huyện Nordhausen, trong bang Thüringen, Đức. Đô thị Niedersachswerfen có diện tích 11,79 km².